# 크리스토퍼 페녹
크리스토퍼 페녹(Christopher Pennock, 1944년 6월 7일 ~ )은 미국의 배우, 연극 배우, 텔레비전 배우, 영화배우이다.

## 영화
- 여배우 프란시스 (1982년)
- 캘리포니아의 다섯 부부 (1978년)
- 더 영 앤 더 레스트리스 (1973년)
- 세비지스 (1972년)
- 우리 생애 나날들 (1965년)